# Selina Jörg
Selina Jörg (ur. 24 stycznia 1988 w Sonthofen) – niemiecka snowboardzistka, specjalizująca się w konkurencjach równoległych, wicemistrzyni olimpijska, dwukrotna mistrzyni świata.

## Kariera
Po raz pierwszy na arenie międzynarodowej pojawiała się 6 grudnia 2003 roku w Kühtai, gdzie w zawodach FIS Race zajęła 48. miejsce w slalomie równoległym (PSL). W 2005 roku wystąpiła na mistrzostwach świata juniorów w Zermatt, gdzie była trzecia w gigancie równoległym (PGS). Jeszcze dwukrotnie startowała na imprezach tego cyklu, największy sukces osiągając podczas rozgrywanych trzy lata później mistrzostw świata juniorów w Valmalenco, gdzie zwyciężyła w PSL. W Pucharze Świata zadebiutowała 6 lutego 2005 roku w Winterbergu, gdzie zajęła 39. miejsce w PSL. Pierwsze punkty wywalczyła 10 października 2005 roku w Sölden, zajmując 18. miejsce w PGS. Pierwszy raz na podium stanęła 28 stycznia 2007 roku w Nendaz, wygrywając rywalizację w PSL. Wyprzedziła tam dwie Austriaczki: Heidi Neururer i Doresię Krings. W sezonie 2017/2018 oraz 2018/2019 zajęła drugie miejsce w klasyfikacji generalnej PAR i w klasyfikacjach obu konkurencji równoległych.
W 2010 roku wystąpiła na igrzyskach olimpijskich w Vancouver, zajmując czwarte miejsce w gigancie równoległym. Walkę o podium przegrała tam z Marion Kreiner z Austrii. Na rozgrywanych w 2014 roku igrzyskach w Soczi plasowała się poza czołową dziesiątką. Była też między innymi czwarta w slalomie równoległym podczas mistrzostw świata w Kreischbergu, walkę o podium ponownie przegrywając z Marion Kreiner. W 2018 roku wywalczyła srebrny medal w PGS na igrzyskach olimpijskich w Pjongczangu. W zawodach tych rozdzieliła Czeszkę Ester Ledecką i swą rodaczkę, Ramonę Theresię Hofmeister. W 2019 roku, na mistrzostwach świata w Park City zdobyła złoty medal w gigancie równoległym. Dwa lata później obroniła tytuł mistrzowski podczas mistrzostw świata w Rogli, ponadto zdobyła brązowy medal w slalomie równoległym.

## Osiągnięcia

### Igrzyska olimpijskie
| Miejsce | Dzień     | Rok  | Miejscowość | Konkurencja       | Zwyciężczyni        |
| ------- | --------- | ---- | ----------- | ----------------- | ------------------- |
| 4.      | 26 lutego | 2010 | Vancouver   | Gigant równoległy | Nicolien Sauerbreij |
| 13.     | 19 lutego | 2014 | Soczi       | Gigant równoległy | Patrizia Kummer     |
| 11.     | 22 lutego | 2014 | Soczi       | Slalom równoległy | Julia Dujmovits     |
| 2.      | 24 lutego | 2018 | Pjongczang  | Gigant Równoległy | Ester Ledecká       |

### Mistrzostwa świata
| Miejsce | Dzień       | Rok  | Miejscowość   | Konkurencja       | Zwyciężczyni              |
| ------- | ----------- | ---- | ------------- | ----------------- | ------------------------- |
| 31.     | 16 stycznia | 2007 | Arosa         | Gigant równoległy | Jekatierina Tudiegieszewa |
| 32.     | 17 stycznia | 2007 | Arosa         | Slalom równoległy | Heidi Neururer            |
| 17.     | 20 stycznia | 2009 | Gangwon       | Gigant równoległy | Marion Kreiner            |
| 9.      | 21 stycznia | 2009 | Gangwon       | Slalom równoległy | Fränzi Mägert-Kohli       |
| 15.     | 25 stycznia | 2013 | Stoneham      | Gigant równoległy | Isabella Laböck           |
| 17.     | 27 stycznia | 2013 | Stoneham      | Slalom równoległy | Jekatierina Tudiegieszewa |
| 4.      | 22 stycznia | 2015 | Kreischberg   | Slalom równoległy | Ester Ledecká             |
| 11.     | 23 stycznia | 2015 | Kreischberg   | Gigant równoległy | Claudia Riegler           |
| 14.     | 15 marca    | 2017 | Sierra Nevada | Slalom równoległy | Daniela Ulbing            |
| 16.     | 16 marca    | 2017 | Sierra Nevada | Gigant równoległy | Ester Ledecká             |
| 1.      | 4 lutego    | 2019 | Park City     | Gigant równoległy | –                         |
| 5.      | 5 lutego    | 2019 | Park City     | Slalom równoległy | Julie Zogg                |
| 1.      | 1 marca     | 2021 | Rogla         | Gigant równoległy | –                         |
| 3.      | 2 marca     | 2021 | Rogla         | Slalom równoległy | Sofija Nadyrszyna         |

### Puchar Świata

#### Miejsca w klasyfikacji generalnej PAR
- sezon 2004/2005: 80.
- sezon 2005/2006: 44.
- sezon 2006/2007: 14.
- sezon 2007/2008: 19.
- sezon 2008/2009: 11.
- sezon 2009/2010: 21.
- sezon 2010/2011: 20.
- sezon 2011/2012: 14.
- sezon 2012/2013: 16.
- sezon 2013/2014: 8.
- sezon 2014/2015: 6.
- sezon 2015/2016: 12.
- sezon 2016/2017: 15.
- sezon 2017/2018: 2.
- sezon 2018/2019: 2.
- sezon 2019/2020: 3.
- sezon 2020/2021: 4.

#### Miejsca na podium w zawodach
1. Nendaz – 28 stycznia 2007 (slalom równoległy) – 1. miejsce
2. Carezza – 14 grudnia 2013 (slalom równoległy) – 3. miejsce
3. Rogla – 31 stycznia 2015 (gigant równoległy) – 3. miejsce
4. Winterberg – 14 marca 2015 (slalom równoległy) – 2. miejsce
5. Cortina d’Ampezzo – 15 grudnia 2017 (gigant równoległy) – 2. miejsce
6. Bansko – 26 stycznia 2018 (gigant równoległy) – 2. miejsce
7. Bansko – 26 stycznia 2018 (gigant równoległy) – 3. miejsce
8. Winterberg – 17 marca 2018 (slalom równoległy) – 1. miejsce
9. Rogla – 19 stycznia 2019 (gigant równoległy) – 1. miejsce
10. Pjongczang – 16 lutego 2019 (gigant równoległy) – 2. miejsce
11. Secret Garden – 23 lutego 2019 (gigant równoległy)  – 3. miejsce
12. Secret Garden – 24 lutego 2019 (slalom równoległy)  – 3. miejsce
13. Winterberg – 23 marca 2019 (slalom równoległy) – 2. miejsce
14. Bannoje – 7 grudnia 2019 (slalom równoległy) – 2. miejsce
15. Cortina d’Ampezzo – 14 grudnia 2019 (gigant równoległy) – 2. miejsce
16. Piancavallo – 25 stycznia 2020 (slalom równoległy) – 2. miejsce
17. Blue Mountain – 29 lutego 2020 (gigant równoległy) – 2. miejsce
18. Blue Mountain – 1 marca 2020 (gigant równoległy) – 3. miejsce
19. Cortina d’Ampezzo – 12 grudnia 2020 (gigant równoległy) – 2. miejsce
20. Carezza – 17 grudnia 2020 (gigant równoległy) – 3. miejsce
21. Bad Gastein – 12 stycznia 2021 (slalom równoległy) – 3. miejsce
22. Berchtesgaden – 20 marca 2021 (slalom równoległy) – 2. miejsce